# Les Estepes
Les Estepes fou el nom donat per la Rússia tsarista a un govern de l'Àsia central que era bastant semblant a l'actual república del Kazakhstan.

## Història
El govern tsarista de les Estepes va quedar sorprès per la Revolució Russa del febrer de 1917. Els funcionaris tsaristes i els governants van desaparèixer gradualment davant la marea revolucionària però van sorgir comitès executius dependents del govern provisional que van mantenir l'aparell administratiu. Va sorgir un moviment nacionalista: l'Alash Orda, que era partidari d'una Rússia federal.
El partit Alash Orda era panturc, i havia estat creat el 1905. El desembre de 1917 va prendre el control de part del govern de les Estepes. Segons Walter Trembicky al Flag Bulletin, el govern feia servir una bandera vermella amb mitja lluna i estrella al centre de color groc, però es creu que a causa de la semblança de la bandera amb la dels bolxevics es va passar (segurament de manera no oficial) a un drap verd amb mitja lluna i estel grocs (n'hi ha documentada una variant amb la mitja lluna i l'estel en blanc). El març de 1919, el partit Alash Orda va pactar amb els bolxevics la concessió de l'autonomia per a la regió. El partit va acceptar les propostes que va rebre i el 26 d'agost de 1920 es va constituir la República Autònoma del Kirguizstan (als kazakhs se'ls anomenava llavors kirguisos) dins de Rússia.
L'octubre de 1924 la república fou rebatejada com a «Kazakhstan» i el 5 de desembre de 1936 elevada a República Socialista Soviètica. El 1927 els dirigents de l'Alash Orda (que des del 1924 manifestaven oposició a certes mesures dictades pel govern soviètic) van ser progressivament eliminats.